# Elven Legacy
Elven Legacy là một game chiến lược thời gian thực do hãng 1C:Ino-Co phát triển và Paradox Interactive phát hành vào tháng 4 năm 2009 cho Microsoft Windows và là phần tiếp theo của Fantasy Wars. Ngày 11 tháng 10 năm 2011, Virtual Programming đã cho phát hành Elven Legacy Collection, bao gồm bản game gốc và ba bản mở rộng dành cho Mac OS X.

## Cốt truyện
Thế giới trong game mang đậm màu sắc kỳ ảo với sự tồn tại của 5 chủng tộc riêng biệt gồm có elf, orc, loài người, undead và người lùn. Các chủng tộc lao vào tranh giành lẫn nhau một vùng đất nơi mà loài Orc đã từng một lần bị con người đánh đuổi ra khỏi đấy. Một trăm năm sau bầy Orc đã chuẩn bị cho một cuộc chiến tranh để chiếm lại quê hương của họ. Đồng thời các chủng tộc khác cũng tuyên chiến chống lại loài người nhằm nỗ lực để chiếm đoạt các vùng lãnh thổ nơi con người sinh sống.

## Lối chơi
Lối chơi giống như người tiền nhiệm Fantasy Wars theo hướng chiến lược thời gian thực. Người chơi di chuyển các đơn vị, mỗi đơn vị quân đại diện cho một vị anh hùng duy nhất hoặc một đại đội lính nhỏ, thông qua bản đồ lục giác cho biết nơi họ đi đến đâu và khi nào thì tấn công. Một khi tất cả các đơn vị đã cạn kiệt cả điểm di chuyển và hành động (duy nhất) của mình trong từng lượt đi thì các đối thủ do máy điều khiển (hay những người chơi khác, nếu chơi nối mạng) bắt đầu di chuyển và hành động của họ. Cũng giống như các đơn vị quân Fantasy Wars đều lấy cảm hứng từ các chủng tộc kỳ ảo điển hình (Elves, Humans, Dwarves, Orcs v.v...) trong một khung cảnh giả tưởng thời Trung cổ (ma thuật, cung thủ và hiệp sĩ). Thông thường mọi nhiệm vụ đòi hỏi một danh sách các mục tiêu nhất định phải hoàn thành (giết kẻ thù nhất định, hoặc tiếp cận thị trấn nào đó trên bản đồ) với những "phần thưởng" được trao tặng vào cuối nhiệm vụ dựa vào số lượt mà người chơi cần để nhận được phần thưởng đó.

## Đón nhận
Elven Legacy đã nhận được một số điểm cuối cùng 'GOOD GAME' tại Diehard GameFAN. Trò chơi đã nhận được những lời bình phẩm tốt đẹp dành cho phần cốt truyện và lối chơi. Số điểm tổng hợp mà Metacritic chấm cho game là 71 (đánh giá hỗn hợp hoặc trung bình) dựa trên 24 lời bình luận. Số điểm tổng hợp của GameRankings dành cho game này là 68.80% dựa trên 20 lời bình luận.

## Bản mở rộng
Ngày 4 tháng 6 năm 2009 tại E3 2009 Paradox Interactive đã công bố bản mở rộng Elven Legacy: Ranger. Ngày 21 tháng 6, Virtual Programming đã công bố bản game gốc Elven Legacy được đưa vào nền tảng Mac OS X vào cuối năm 2009. Nhà phát hành đã chuyển tựa game cùng với ba bản mở rộng cho Mac OS X vào ngày 11 tháng 10 năm 2011. Bản mở rộng Ranger kết hợp các tính năng mới như sau: 16 nhiệm vụ mới, 3 anh hùng mới, 5 di vật độc đáo, 12 phép thuật mới.
Elven Legacy: Siege được phát hành vào ngày 17 tháng 11 năm 2009. Bản mở rộng này bao gồm các trận đánh quy mô lớn của những đạo quân lớn, và chiếm giữ các thành phố có nhiều ô lục giác hơn. Bản mở rộng có các tính năng mới sau đây: một chiến dịch gồm 19 nhiệm vụ với cốt truyện phi tuyến tính; điều khiển hai đạo quân; ba anh hùng mới; và các nhiệm vụ thưởng thêm.
Elven Legacy: Magic được phát hành ngày 3 tháng 12 năm 2009. Bản mở rộng này là mới nhất trong dòng game về thế giới của Illis. Bản mở rộng có các tính năng mới sau đây: anh hùng mới, khả năng chiến thuật hiếm thấy, phép thuật và di vật mới, và các nhiệm vụ thưởng thêm.